# C+C Music Factory
C + C Music Factory foi um grupo musical americano formado em 1989 por David Cole e Robert Clivillés. O grupo é mais conhecido por seus cinco singles de sucesso: "Gonna Make You Sweat (Everybody Dance Now)", "Here We Go (Let's Rock & Roll)", "Things That Make You Go Hmmmm...", "Just a Touch of Love" e "Keep It Comin'".
Após a morte de Cole, o grupo entrou em hiato em 1996, fazendo uma breve retomada e reformação em 2010 com a adição de Eric Kupper como produtor substituto de Cole. Em 2003, Freedom Williams, um dos integrantes originais, obteve os direitos de uso da marca e continuou a realizar turnês utilizando o nome do grupo.
Durante a trajetória, o C+C Music Factory recebeu um total de 35 prêmios da indústria musical em todo o mundo, conquistando cinco prêmios na Billboard Music Awards, cinco American Music Awards e dois MTV Video Music Awards. Em dezembro de 2016, a revista Billboard os classificou como o 44º artista de música dance mais bem-sucedido de todos os tempos.
A designação "C+C" representa a combinação das iniciais de Cole e Clivillés.

## Origem
Robert começou sua carreira na música como DJ em pequenas festas da escola, e dos amigos em Nova York. Já David, no Tennessee, teve contato com o piano e começou a cantar no coro da igreja. O primeiro trabalho juntos foi em uma casa noturna de Nova York (Better Days Club), no final da década de 1980, com David Cole nos teclados.
O single "Do it Properly", de 1987, foi a estreia na produção da dupla com o nome de 2 Puerto Ricans, A Black Man & A Dominican. Eles criaram um selo para lançar o single, que foi muito tocado nas antigas discotecas na mesma época. O resultado agradou, e os produtores resolveram investir mais na parceria.
A dupla trabalhou junto em alguns projetos importantes, como no álbum "Emotions", o segundo de Mariah Carey. Eles utilizaram bastante as notas altas que a cantora alcançava, o que a tornou famosa. Já na trilha sonora do filme "O Guarda Costas", eles trabalharam na produção e nos arranjos das músicas, na maioria dos vocais de Whitney Houston. A trilha sonora vendeu 18 milhões de cópias só nos Estados Unidos, recebeu um Grammy, e foi indicada ao Oscar na categoria de melhor canção "I Have Nothing".
Em 1990, lançaram seu primeiro álbum como Gonna Make You Sweat, que apresentava faixas nos gêneros pop, dance, e rap, e impulsionado pelo sucesso de sua faixa-título "Gonna Make You Sweat (Everybody Dance Now!)". A faixa alcançou a primeira posição nas paradas musicais dos Estados Unidos, e a terceira posição no Reino Unido, contando com a participação de Martha Wash nos vocais, e do rapper Freedom Williams, que já havia trabalhado com New Kids on the Block. Ainda no mesmo álbum, fizeram sucesso os singles: "Here We Go", e "Things That Make You Go Hmmm...".
Embalados pelo sucesso, lançaram em 1992 "Greatest Remixes, Vol. 1", uma compilação de músicas do grupo, incluindo outros artistas, e destacando-se pela faixa "Pride (In the Name of Love)", que se tornou o hit do disco, e gravada anteriormente pelo U2.
No início de 1994, o grupo passou mudanças na formação. Após problemas judiciais, Martha Wash, foi convidada a se juntar como vocalista em tempo integral. Freedom Williams deixou o grupo e seguiu carreira solo, sendo substituído por Trilogy, um trio nova-iorquino de freestyle. Em agosto do mesmo ano, o grupo lançou seu segundo álbum, "Anything Goes!", que embora tenha tido um desempenho menor nas paradas da Billboard, destacou-se pelo single, "Do You Wanna Get Funky", que contava com os vocais de Davis, Wash, e Trilogy. O single foi um sucesso na Billboard, tornando-se o sexto hit do grupo a alcançar as primeiras posições na categoria de música dance, seguido pelos singles "Take a Toke", e "I Found Love".
Infelizmente, ainda em 1994, David Cole adoeceu gravemente, diagnosticado com AIDS e por complicações em decorrência de uma meningite espinhal, morreu em 25 de janeiro de 1995. Em homenagem a Cole, a cantora Mariah Carey, compôs o single "One Sweet Day" como dedicação ao ex-integrante.
Após a morte de Cole, o grupo continuou realizando suas apresentações ao longo de 1995. Ainda naquele ano lançaram o seu terceiro álbum autointitulado como "C+C Music Factory". Embora não tenha contado com nenhuma contribuição de musical de Cole, Davis, e Wash, o álbum manteve a participação de Trilogy. Este foi o último álbum do grupo antes de entrarem em hiato, em 1996, e eventualmente o fim de suas atividades. Neste terceiro álbum, se destacaram os singles "I'll Always Be Around", e "Don't Stop the Remix".
No ano de 1996, Clivillés lançou duas compilações, entre elas: "Robi Rob's Clubworld – House of Sound presents Clubworld Shut Up and Dance", que foi disponibilizada apenas no Japão. Neste álbum, foram incluídas as principais faixas do grupo, além de alguns trabalhos inéditos.
Mais de uma década após a separação, em janeiro de 2010, o C+C Music Factory fez um breve retorno tendo o produtor americano Eric Kupper como substituto de David Cole. Entre 2010 e 2011, o grupo lançou os singles: "Live Your Life", e "Rain", este último tendo a participação de Robert Clivillés.

## Ações judiciais
O C+C Music Factory enfrentou disputas legais ao longo de sua carreira. Em 1990, o grupo foi processado por Boyd Jarvis devido ao uso não autorizado de uma amostra musical em seu single "Get Dumb! (Free Your Body)". O caso foi decidido a favor de Jarvis.
Outra controvérsia surgiu em torno do hit "Gonna Make You Sweat (Everybody Dance Now)", quando Martha Wash descobriu que seus vocais não foram creditados no refrão da música. Ela processou o C+C Music Factory e a gravadora Sony Music Entertainment, mas o caso foi resolvido em 1994 com um acordo que incluiu a adição de créditos adequados nos videoclipes.

## Membros

### Membros principais
- Robert Clivillés
- David Cole

### Membros de Apoio
- Zelma Davis
- Martha Wash
- Freedom Williams
- Deborah Cooper
- Trilogy
- Paul Pesco
- Q-Unique

## Discografia

### Álbuns de estúdio
- Gonna Make You Sweat (1990)
- Anything Goes! (1994)
- C+C Music Factory (1995)

#### Compilações
- Ultimate (1995)

### Singles
- "Gonna Make You Sweat (Everybody Dance Now)" (1990)
- "Here We Go (Let's Rock & Roll)" (1991)
- "Things That Make You Go Hmmm..." (1991)
- "Just a Touch of Love" (1992)
- "Keep It Comin' (Dance Till You Can't Dance No More)" (1992)
- "Do You Wanna Get Funky" (1994)
- "Take a Toke" (1994)
- "I Found Love" (1995)
- "I'll Always Be Around" (1995)
- "Don't Stop the Remix" (1996)